# Penichrophorus impressus
Penichrophorus impressus är en insektsart som beskrevs av Richter. Penichrophorus impressus ingår i släktet Penichrophorus och familjen hornstritar. Inga underarter finns listade i Catalogue of Life.